# NITD008
NITD008 یک داروی ضد ویروس و آنالوگ آدنوزین است که به عنوان درمان بالقوهٔ عفونت‌های فلاوی‌ویروس ساخته شد و اثرات ضدویروسی وسیع‌الطیف علیه ویروس تب دنگی، ویروس نیل غربی، تب زرد، ویروس پواسان، ویروس هپاتیت سی، بیماری جنگل کیاسانور، تب خونریزی‌دهندهٔ اُمسک و ویروس زیکا از خود نشان داده‌است.
در آزمایش‌های پیش‌بالینی انجام‌شده بر روی موش‌ها، این دارو بسیار سمی تشخیص داده شد و آزمایش‌های بالینی بر روی انسان انجام شد، اما همچنان از آن به‌عنوان یک داروی پژوهشی، جهت ارتقای درمان‌های ضد ویروسی استفاده می‌شود.